# Кутніки
Ку́тніки (словац. Kútniky) — село в окрузі Дунайська Стреда Трнавського краю Словаччини. Площа села 10,98 км². Станом на 31 грудня 2015 року в селі проживало 1372 жителів.

## Історія
Перші згадки про село датуються 1380 роком.

## Географія
Протікає канал Ґабчіково-Топольники.

## Населення
| Рік:            | 1994. | 2004.    | 2014.    | 2024.   |
| --------------- | ----- | -------- | -------- | ------- |
| Кількість осіб: | 817   | 1040     | 1382     | 1505    |
| Різниця:        |       | +27,29 % | +32,88 % | +8,90 % |

| Рік:            | 2023. | 2024.   |
| --------------- | ----- | ------- |
| Кількість осіб: | 1503  | 1505    |
| Різниця:        |       | +0,13 % |